# Фрай, Стивен
Сэр Сти́вен Джон Фрай (англ. Stephen John Fry; род. 24 августа 1957, Хампстед, Лондон, Великобритания) — британский актёр кино, телевидения и озвучивания, писатель, драматург. Известность ему принесли прежде всего роли в британских комедийных телесериалах (особенно «Чёрная Гадюка» (1985—1989) и «Дживс и Вустер» (1990—1993)), бывших одними из многих работ творческого союза Фрая и Хью Лори. Широко известен по главной роли в фильме «Уайльд». С 1992 по 1998 год занимал должность ректора шотландского Университета Данди — входит в число 300 лучших университетов мира.
В одной из статей Стивена Фрая назвали обладателем мозга размером с графство Кент. В 2003 году газета Observer назвала его в числе 50 самых смешных людей, когда-либо рождавшихся на свете, а двумя годами позже то же самое сделали профессиональные комедианты. Он номинировался на «Золотой глобус», фильмы с его участием получали премии «Оскар», а книги становились бестселлерами.
Стивен Фрай в Великобритании почитаем как человек, сумевший сделать себя носителем эталонного английского духа. Он отличается уникальным, необыкновенно изысканным классическим английским выговором и считается носителем безупречного английского языка, и даже вышла книга, посвящённая трудной науке «говорить, как Стивен Фрай».

## Биография

### Ранние годы
Родился в Хампстеде, Лондон, в семье английского физика и изобретателя Алана Джона Фрая и его жены Марианны Евы Фрай (урождённой Нойман). Родственники по материнской линии были венгерскими евреями, многие из которых погибли во время Холокоста, в частности, тётя матери Фрая Регина Ламм со своими детьми и мужем погибли в Освенциме. Родители матери, Мартин и Роза Нойман (Neumann), переехали из Шурани (современная Словакия) в Англию, что и спасло их от Холокоста.
«В мальчишестве я своим еврейством особенно не интересовался… Мама могла быть чистокровной еврейкой, однако фамилию я носил решительно английскую, а только она и определяла, целиком и полностью, то, кем я себя считал. Для англичан всё это означало, что я англичанин со слегка экзотическими обертонами; для евреев — что я еврей с одним вполне простительным недостатком. <…> Я использовал мою смешанную кровь как невнятный дополнительный элемент экзотичности, которым я мог бы и похвастаться, поскольку ощутимый антисемитизм в „Аппингеме“ отсутствовал — всего лишь привычно бездумное использование слов „жид“ и „жидиться“ по адресу тех, кто был прижимист по части деньжат, но и не более того».
Детство Фрая прошло в деревне Бутон в графстве Норфолк, куда семья переехала из Чешэма, Бакингемшир.
После учёбы в начальной школе Фрай отправился в подготовительную школу Стаутс-Хилл, а оттуда в закрытую частную школу «Аппингем», где он был распределён в Феркрофт-хаус (англ. Fircroft house). В 14 лет за кражу денег его отправили к родителям на триместр, а в пятнадцать лет исключили из «Аппингема» за опоздание из Лондона (4 дня смотрел кино), а после и из школы Пастон.
В семнадцать лет, бросив Норфолкский колледж искусств и технологий, провалив экзамены и попытавшись покончить с собой, Фрай сбежал из дома, прихватив кредитные карточки друга семьи. Он был арестован в Суиндоне и провёл три месяца в тюрьме Паклчерч в предварительном заключении, был приговорён к условному заключению сроком на два года и выдан на поруки родным. Фрай постоянно говорил о контрастных отношениях с отцом и матерью. Пока он был в заключении, его мать вырезала кроссворды из каждой газеты, что Фрай назвал «замечательным актом доброты». Позднее Фрай заявил, что эти кроссворды были единственной вещью, которая помогла ему пройти это испытание.

### Личная жизнь

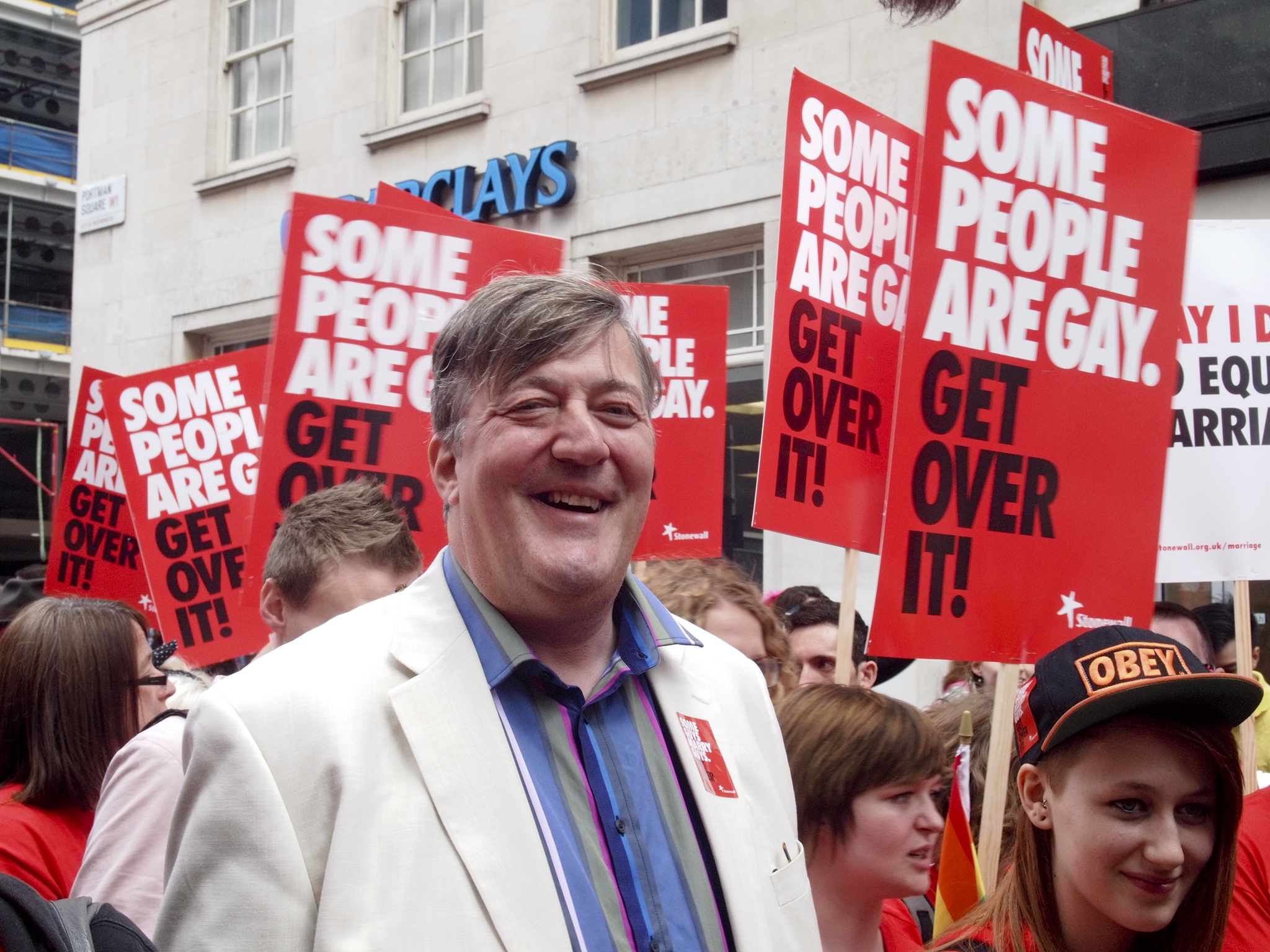
Стивен Фрай на Всемирном прайд-параде в Лондоне, 2012

Фрай — открытый гей. В январе 2015 года он сочетался браком с комиком Эллиоттом Спенсером.
Его лучшим другом является актёр Хью Лори, которого он встретил во время учёбы в Кембриджском университете. Он был шафером на свадьбе Лори, а также является крёстным отцом трёх его детей. Фрай также является другом короля Карла III, Роуэна Аткинсона, а также был другом покойного актёра Джона Миллса.

### Хобби, досуг
- Фанат Шерлока Холмса.
- Любит гольф и с юности пишет стихи, однако не намерен когда-либо их публиковать.
- Личный автомобиль — бывший лондонский кэб Austin FX4.
- Страстный поклонник творчества композитора Рихарда Вагнера.
- В августе 2010 года Фрай вошёл в совет директоров футбольного клуба «Норвич Сити». Поклонник «канареек» и постоянный посетитель «Карроу Роуд», по назначении на должность он сказал: «Истинно, это один из самых ярких дней в моей жизни; я горд и рад, насколько только могу».

### «Твиттер»
С октября 2008 года Фрай стал пользователем социальной сети «Твиттер». 16 мая 2009 года его страница набрала 500 000 читателей, на что Фрай сказал:
Ах, Боже мой. 500 тысяч читателей. И я люблю вас всех. Если не считать того, кто глупый. И это не ты.
В «Твиттере» Стивен часто просит содействовать развитию различных благотворительных организаций, что нередко приводит к падению их сайтов из-за наплыва посетителей. Фрай также использует своё влияние, чтобы рекомендовать малоизвестных музыкантов и авторов, а также для повышения осведомлённости о современных проблемах в сфере СМИ и политики.
По данным на сентябрь 2023, «Твиттер» Фрая читает более 12 миллионов человек.

## Карьера
После освобождения из заключения Фрай продолжил обучение в Нориджском городском колледже. После чего успешно сдал вступительные экзамены в Кембридж и поступил в знаменитый Куинз-колледж. В Кембридже Фрай присоединился к студенческому театру Footlights, появился в игровом шоу University Challenge, и изучал английскую литературу, по которой получил степень бакалавра с отличием второй степени (second class honours, upper division). Фрай также познакомился в Кембридже со своим будущим партнёром по комедиям Хью Лори и выступал вместе с ним в театре Footlights.

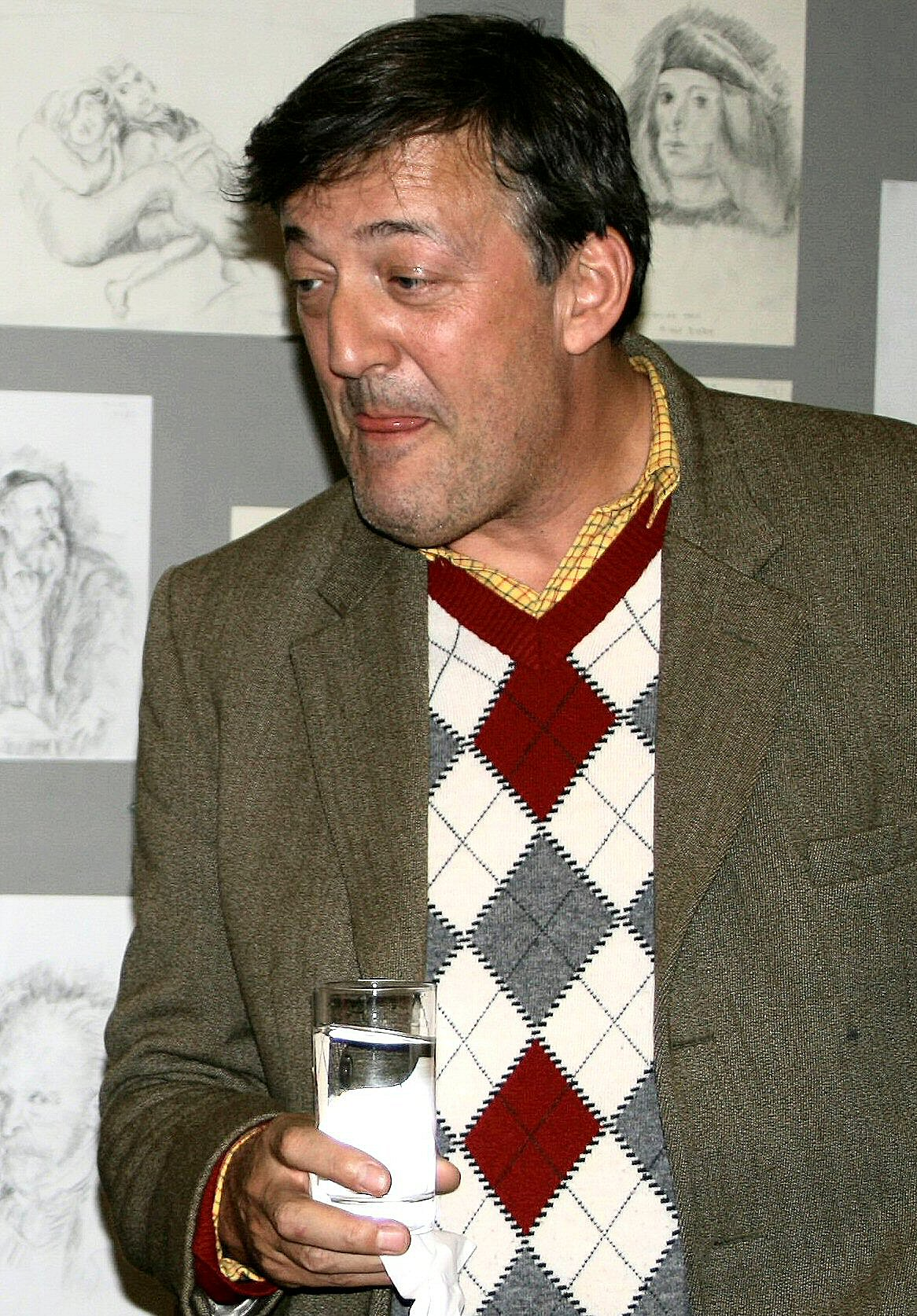
Стивен Фрай посещает дом престарелых Найтингейл Хаус в боро Уондсуэрт в Большом Лондоне в декабре 2009

### Телевидение
Карьера Стивена Фрая на телевидении началась в 1982 году с показа ревю The Cellar Tapes, ежегодного ревю Cambridge Footlights Revue 1981 года, которое было написано Фраем, Хью Лори, Эммой Томпсон и Тони Слэттери. Ревю получило первую в истории премию Perrier на фестивале «Эдинбургский Фриндж» в 1981 году. Ревю привлекло внимание телекомпании Granada Television, которая, стремясь повторить успех BBC c скетч-шоу Not the Nine O'Clock News, пригласила Фрая, Лори и Томпсон вместе с Беном Элтоном в телесериал There's Nothing to Worry About!. Вторая и третья часть сериала, переименованного в Alfresco, были показаны в 1983 и 1984 годах и закрепили за Фраем и Лори репутацию комического дуэта. В 1983 году телекомпания BBC предложила Фраю, Лори и Томпсон своё собственное шоу, которым стало The Crystal Cube, смесь научной фантастики и мокьюментари, и которое было закрыто после первого эпизода. Не испугавшись провала, Фрай и Лори сыграли в эпизоде сериала The Young Ones в 1984 году, а Фрай также появился в сериале Бена Элтона 1985 года Happy Families. В 1986 и 1987 годах Фрай и Лори исполняли скетчи на канале LWT/Channel 4 в шоу Saturday Live.
В 1987 году на экраны вышел первый выпуск юмористической передачи Стивена Фрая и Хью Лори «Шоу Фрая и Лори». Полная (за восемь лет существования шоу) коллекция DVD на русском языке вышла в 2007 году. С 2003 года ведёт юмористическую викторину «QI» («Quite Interesting»). Фрай принимал участие и в создании серьёзных телепередач, в том числе посвящённых биполярному расстройству и СПИДy.
Дважды принимал участие в телепередаче Top Gear, рубрика «звезда в бюджетном автомобиле» в 2003 году (Сезон 3, Эпизод 2), 2009 году (Сезон 13, Эпизод 2).

### Кино
Фрай — желанный гость на телевидении и один из самых востребованных британских киноактёров.
Фрай многократно выражал своё восхищение Пеламом Вудхаусом и Дугласом Адамсом (с которым он дружил). Он сыграл главную роль в фильме «Уайльд», а также Дживса в сериале «Дживс и Вустер»; записал аудиокнигу «Гарри Поттер» (7 частей), а также аудиокнигу «Автостопом по галактике» и читает текст за кадром в одноимённом фильме. Кроме того, в первых пяти частях видеоигры о Гарри Поттере он читает текст от автора.

### Радио
С августа 2008 года на BBC Radio 4 выходит программа Fry’s English Delight, в увлекательной для слушателя манере рассказывающая об особенностях английского языка.

### Театр
В 1984 году Стивен Фрай переработал популярный мюзикл 1930-х годов с музыкой Ноэля Гея «Я и моя девушка». Премьера мюзикла состоялась в театре Хеймаркет в Лестере. С 1985 года мюзикл шёл в театре Адельфи в Вест-Энде и был закрыт в 1993 году, после восьми лет и 3303 спектаклей.

### Аудиокниги
В качестве чтеца аудиокниг он известен в первую очередь благодаря озвучиванию всех семи томов книг про Гарри Поттера. Кроме того, Фрай записал многие из собственных книг, произведения Алана Милна, Роальда Даля, А. П. Чехова и др. В 2013 году появился аудиовариант «Евгения Онегина» в прочтении Стивена Фрая.

### Мультипликация
Стивен Фрай озвучивает закадровый текст английской версии детского образовательного мультипликационного сериала Покойо (англ.).

## Здоровье
Стивен Фрай открыто заявил о наличии у него биполярного аффективного расстройства и даже снял документальный фильм на эту тему — Stephen Fry: The Secret Life of the Manic Depressive. Для фильма он взял интервью у других страдающих болезнью, включая Кэрри Фишер, Ричарда Дрейфуса и Тони Слэттери. А в феврале 2016 снял продолжение The Not So Secret Life of the Manic Depressive: 10 Years On. Он участвует в благотворительном обществе психического здоровья Stand to Reason и является президентом благотворительного общества Mind. В интервью Ричарду Херрингу в 2013 году Фрай рассказал, что пытался покончить жизнь самоубийством в прошлом году во время съёмок за рубежом. Он сказал, что принял «огромное количество таблеток и запил их водкой». После этого Стивен бился в конвульсиях и сломал четыре ребра.
В 1980—90-х годах активно употреблял кокаин наряду с алкоголем, о чём подробно рассказал в третьей книге своих мемуаров More Fool Me. Фрай признался, что употреблял кокаин, среди прочего, в Букингемском дворце, в британском парламенте и в телецентре Би-би-си.
На программе Top Gear в 2009 году Фрай появился, потеряв значительный вес, что побудило ведущего программы Джереми Кларксона в шутку спросить: «Где остальное от тебя?» Фрай объяснил, что он потерял в общей сложности 6 стоунов (84 фунта, 38 кг) и приписал потерю веса тому, что много ходит, слушая аудиокниги. Рост Фрая составляет примерно 1,95 м.
В 2018 году Стивен Фрай объявил о том, что болен раком простаты. В январе того года актёр перенёс операцию, в результате которой были удалены простата и 11 лимфатических узлов.

## Взгляды
- Длительное время был активным сторонником Лейбористской партии, но разочаровался в ней из-за отхода от левых установок в принятом Тони Блэром центристском курсе «Третьего пути». В ноябре 1993 года Стивен Фрай и Хью Лори появлялись в агитационных роликах за лейбористов. Не голосовал на парламентских выборах 2005 года в знак протеста против того, что обе ведущие партии — Лейбористская и Консервативная — поддерживали войну в Ираке.
- Поддерживает GNU и Фонд свободного программного обеспечения[29][30].
- Атеист, вместе с Кристофером Хитченсом участвовал в дебатах, где выразил несогласие с утверждением, что католическая церковь оказывает позитивное влияние на общество[31]. Также выступал в поддержку атеистической кампании в Великобритании[32].
- В 2012 году поддержал российских подсудимых из группы Pussy Riot, написав в своём твиттере: «Я прошу всех вас помочь Pussy Riot и надавить на Путина»[33].
- Поддерживает самоопределение палестинского народа, входит в группу «Евреи за справедливость для палестинцев».
- Выступил за возвращение Греции «мраморов Элгина» — античных барельефов с Парфенона, вывезенных в XIX веке в Британию[34].
- Подписал международную петицию, требующую положить конец массовой слежке АНБ и британской разведки за гражданами. Объяснил своё решение следующим образом: «Частная жизнь и свобода от правительственных вторжений важна для всех. Нельзя просто выкрикивать „терроризм“ и использовать его в качестве предлога для слежки по Оруэллу»[35].
- В 2019 году подписал «Открытое письмо против политических репрессий в России»[36].
- В 2021 году подписал открытое письмо президенту России Владимиру Путину, в котором, наряду с другими всемирно известными деятелями культуры, призвал обеспечить предоставление медицинской помощи оппозиционеру Алексею Навальному[37].

### ЛГБТ-активизм
Поддержал международную кампанию против российского закона о гей-пропаганде. В своём микроблоге Фрай написал:

Пожалуйста, прочтите это и сделайте всё, что в ваших силах, чтобы люди осознали весь ужас ситуации.Оригинальный текст (англ.)Please read this and do everything in your power to make people realise the terrible truth of it.— Стивен Фрай
7 августа 2013 года на своём сайте обратился с открытым письмом к Международному олимпийскому комитету и премьер-министру Великобритании, где призвал отказаться от проведения Зимних Олимпийских Игр 2014 г. в Сочи и перенести их в другой город. В очень резком по содержанию письме он сравнил отношения к сексуальным меньшинствам в России с гонениями на евреев в гитлеровской Германии.

Путин зловещим образом повторяет это же безумное преступление, только на этот раз по отношению к российским ЛГБТ-меньшинствам.Оригинальный текст (англ.)Putin is eerily repeating this insane crime, only this time against LGBT Russians.— Стивен Фрай

## Фильмография

### Актёр
- 1982 — Cambridge Footlights Revue
- 1983—1984 — Alfresco
- 1983—1989 — Чёрная Гадюка
- 1988 — Рыбка по имени Ванда — пассажир в аэропорту (эпизод)
- 1988 — Пригоршня праха
- 1990—1993 — Дживс и Вустер ― Реджинальд Дживс
- 1992 — Друзья Питера — Питер
- 1994 — Коэффициент интеллекта
- 1995 — Неуютная ферма
- 1996 — Ветер в ивах
- 1997 — Уайльд — Оскар Уайльд
- 1998 — Гражданский иск
- 1999 — Что произошло с Гарольдом Смитом?
- 2000 — Долгота
- 2000 — Тёмное королевство
- 2000 — Голубая кровь
- 2000 — Саботаж
- 2001 — Госфорд-парк
- 2001 — Открытие небес
- 2002 — Гром в штанах
- 2003—2009 — Абсолютная власть
- 2003 — Развод
- 2004 — Жизнь и смерть Питера Селлерса
- 2005 — Школьные годы Тома Брауна — Томас Арнольд, директор школы
- 2005 — Автостопом по галактике — Путеводитель (озвучивание)
- 2005 — Зеркальная маска
- 2005 — 2009 — Кости — доктор Гордон Уайатт
- 2006 — V — значит вендетта — Гордон Дитрих
- 2006 — Громобой
- 2007 — Одноклассницы — ведущий ток-шоу (камео)
- 2007 — Кингдом — Питер Кингдом
- 2007 — Эйхман — министр Тормер
- 2008 — Сказки речного берега — Филин (озвучивание)
- 2008 — Стивен Фрай в Америке
- 2009 — Дом мальчиков — доктор Марш
- 2010 — Алиса в Стране чудес — Чеширский кот
- 2011 — 100 величайших гаджетов со Стивеном Фраем
- 2011 — Шерлок Холмс: Игра теней — Майкрофт Холмс
- 2011 — The Bleak Old Shop of Stuff
- 2011 — Добывайки — профессор Мидай
- 2012 — Летняя ночь, зимняя луна — Руфус
- 2012 — Открытая дверь — Профессор Роберт Гиссинг
- 2013 — Хоббит: Пустошь Смауга — бургомистр озёрного города Эсгарот
- 2013 — Властелин любви — барристер
- 2014 — Хоббит: Битва пяти воинств — бургомистр озёрного города Эсгарот
- 2014 — 24 часа: Проживи ещё один день — премьер-министр Великобритании
- 2015 — Человек, который познал бесконечность — Френсис Спринг
- 2016 — Любовь и дружба — мистер Джонсон
- 2016 — Алиса в Зазеркалье — Чеширский кот
- 2016—2017 — В четырёх стенах — Ролан
- 2018 — Аферисты поневоле — Сидней
- 2020 — Доктор Кто
- 2020 — Половое воспитание — ведущий телевикторины (камео)
- 2022 — Трепет сердца — директор Барнс (голос)
- 2022 — Песочный человек — Гилберт
- 2024 — Сокровище — Эдек

### Режиссёр
- 2003 — «Золотая молодёжь»

### Сценарист
- 1982 — Cambridge Footlights Revue
- 1983 — Alfresco (телесериал, эпизоды)
- 1987—1995 — «Шоу Фрая и Лори» / A Bit of Fry and Laurie (телешоу)

### Видеоигры
- «LittleBigPlanet» — диктор, дающий инструкции.
- «Fable 2» — озвучивание персонажа Reaver.
- «Fable 3» — озвучивание персонажа Reaver.
- «Гарри Поттер и Философский камень» — рассказчик.

## Радио
- «Снеговик» — рассказчик (BBC Radio 3, 2021[44]).

## Награды и должности
- Избирался в 1992 году на два срока подряд (до 1998) ректором университета Данди. В 1995 году, будучи на посту ректора, получил степень доктора права этого университета[45].
- В 2004 году получил Золотую премию ассоциации колледжей и был занесён в их Зал славы[46].
- В 2006 занял 6-е место в номинации «Топ живых икон BBC».
- В 2007 году The Independent назвала Фрая самым влиятельным геем года[47].
- 2007 — получил пожизненную награду за достижения в номинации «Британские комедии».
- В 2010 стал почётным членом университета Кардиффа. В том же году отказался от рыцарства[48].
- В 2011 получил почётную докторскую степень в университете Сассекса[49].
- В 2021 награжден командорским классом греческого ордена Феникса[50]

Стивена Фрая также называют национальным достоянием Великобритании.